# Jean-Baptiste Daniel-Dupuis
Jean-Baptiste Daniel-Dupuis (Blois (Loir-et-Cher), 17 februari 1849 - Parijs, 1899) was een Frans beeldhouwer, schilder, graficus en medailleur.
Hij ontwierp onder andere de Eremedaille van de Minister van Buitenlandse Zaken, Franse munten en bankbiljetten.

## Galerij

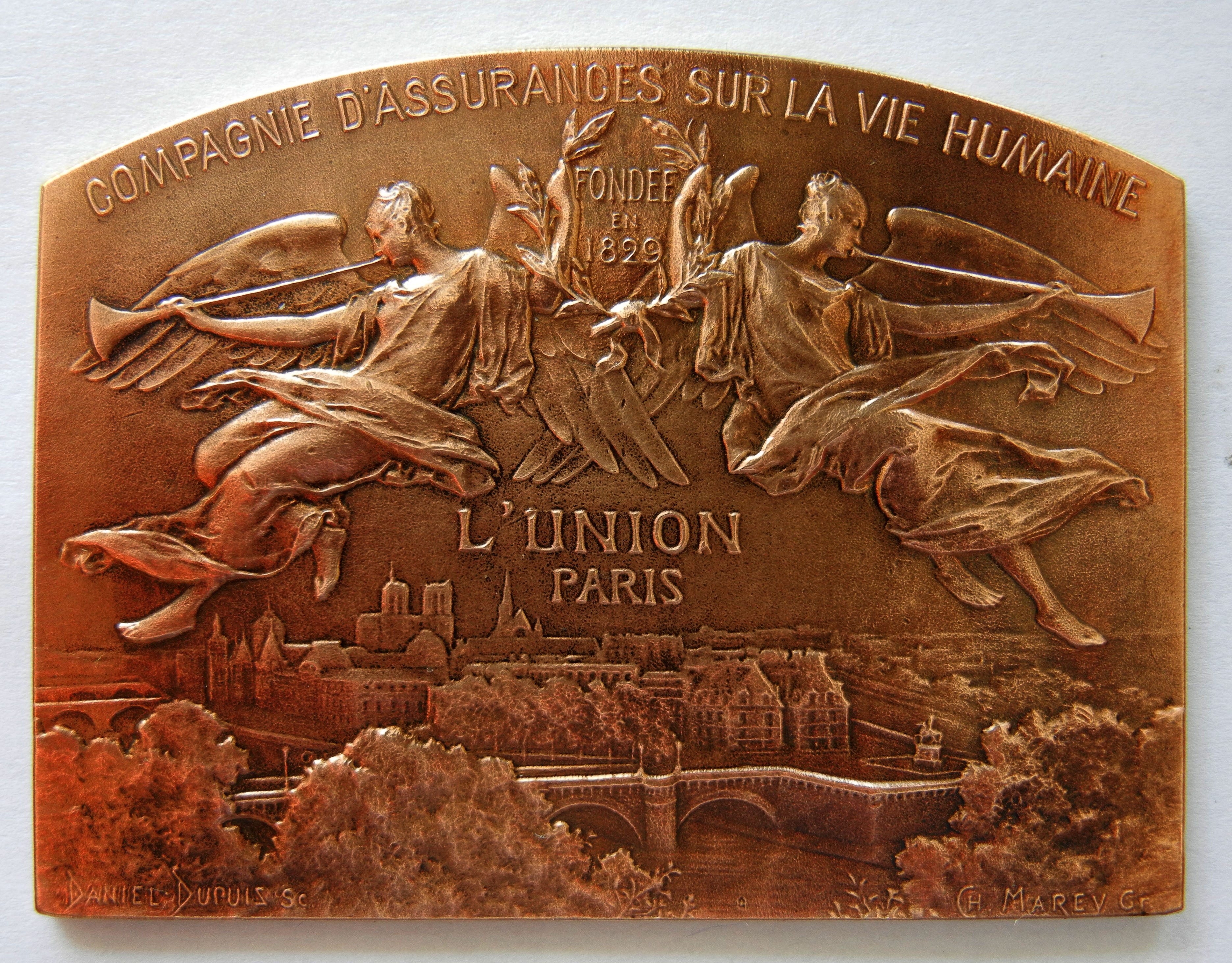
Plaquette van L'Union - Compagnie d'assurance sur la vie humaine
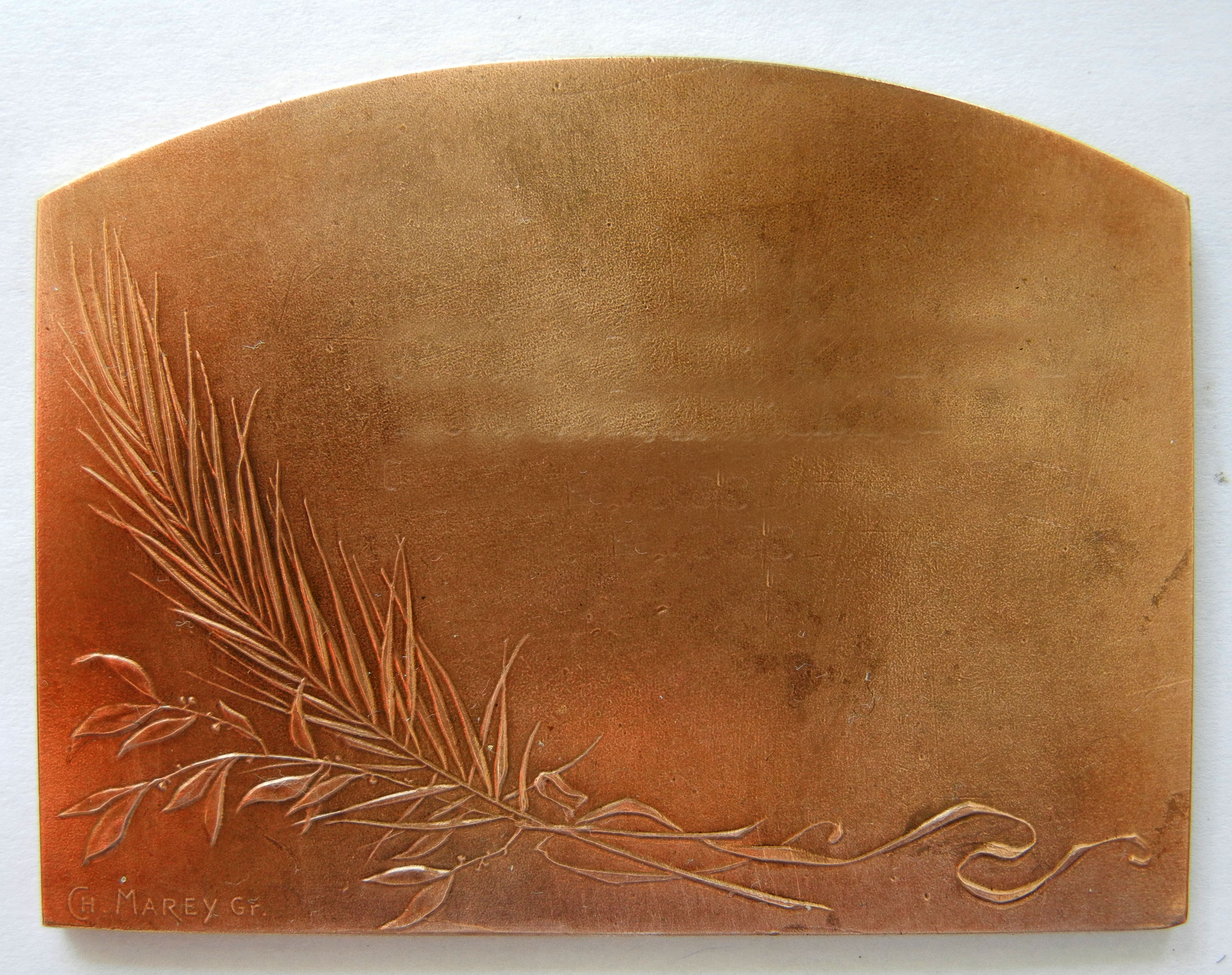
keerzijde.
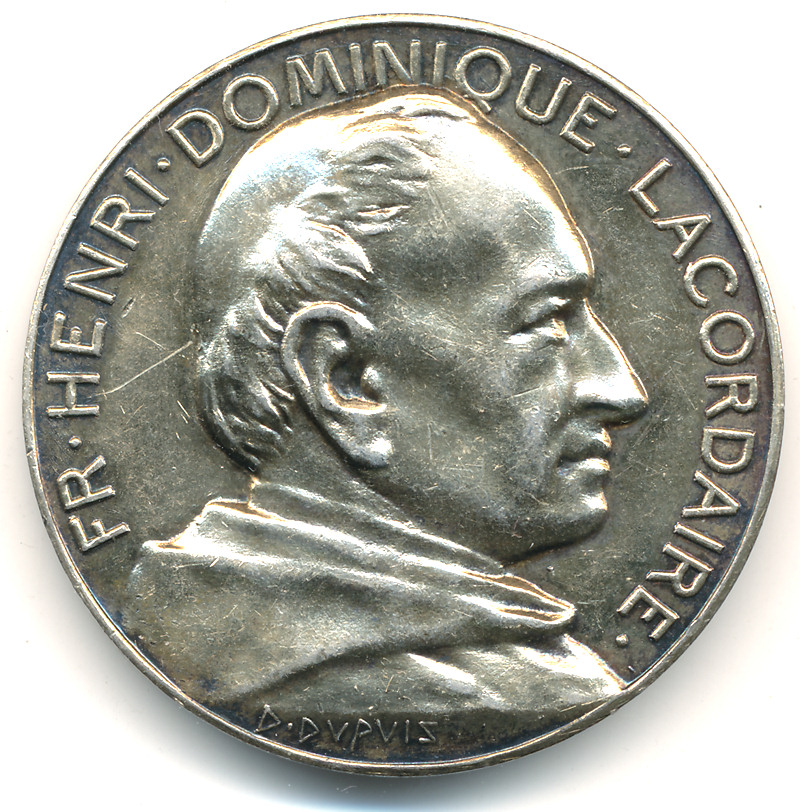
Zilveren medaille met portret van Henri Lacordaire
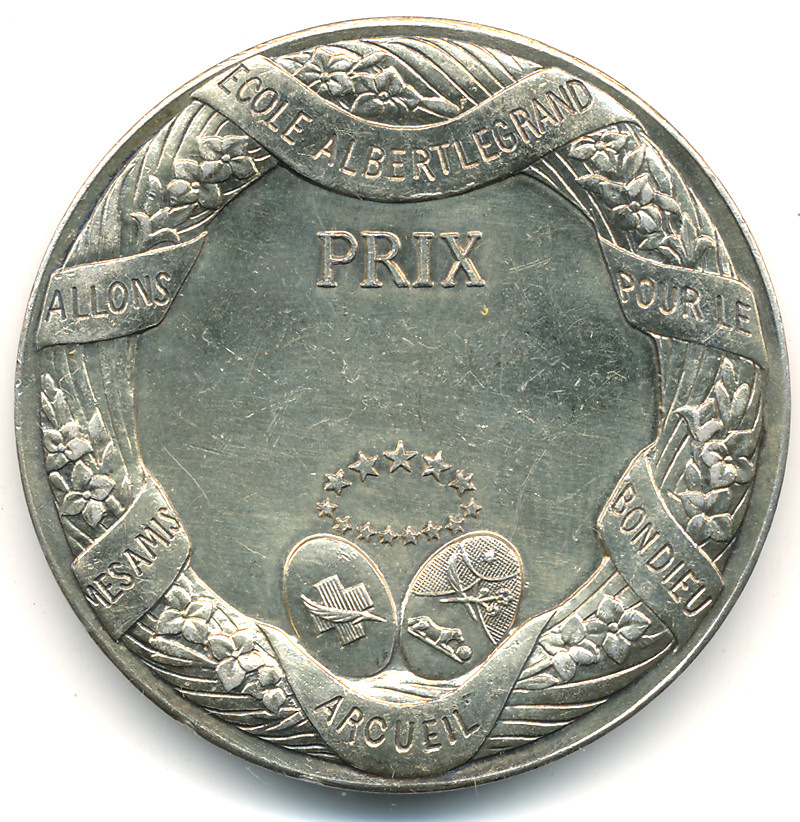
keerzijde
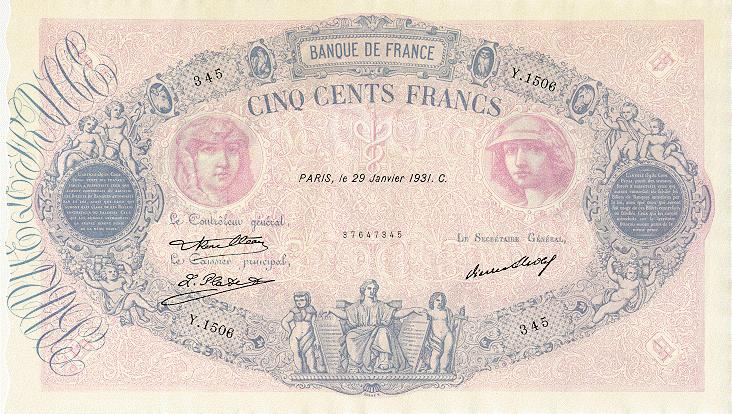
Bankbiljet van 500 francs
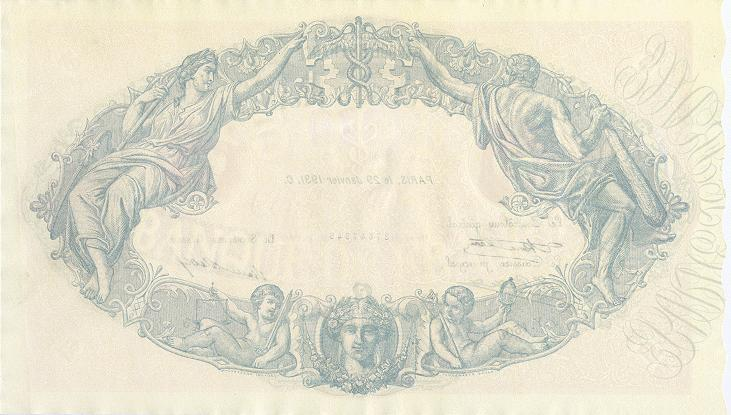
Bankbiljet van 500 francs

- Bibliothèque nationale de France: cb14973254x (data)
- Gemeinsame Normdatei: 142211885
- International Standard Name Identifier: 0000 0001 0823 570X
- KulturNav: 23e49290-34dd-43e0-bced-f19809a32cac
- Library of Congress Control Number: nr2003026494
- Base Léonore: LH//861/41
- National Gallery of Victoria: 25002
- RKD-Nederlands Instituut voor Kunstgeschiedenis: 24969
- Système universitaire de documentation: 187486697
- Museum of New Zealand Te Papa Tongarewa: 65426
- Union List of Artist Names: 500101173
- Virtual International Authority File: 96593097
- WorldCat: E39PBJjdcBH7xgvBgdkRvWb68C